# كأس إسكتلندا 1935–36
كأس اسكتلندا 1935–36 (بالإنجليزية: 1935–36 Scottish Cup)‏ هو موسم من كأس اسكتلندا. فاز فيه نادي رينجرز.